# Мала-Камениця
Мала-Камениця (пол. Mała Kamienica, нім. Hindorf) — село в Польщі, у гміні Стара Камениця Єленьоґурського повіту Нижньосілезького воєводства.
Населення — 241 особа (2011).
У 1975-1998 роках село належало до Єленьоґурського воєводства.

## Демографія
Демографічна структура станом на 31 березня 2011 року:
|          | Загалом | Допрацездатний вік | Працездатний вік | Постпрацездатний вік |
| -------- | ------- | ------------------ | ---------------- | -------------------- |
| Чоловіки | 119     | 16                 | 91               | 12                   |
| Жінки    | 122     | 26                 | 75               | 21                   |
| Разом    | 241     | 42                 | 166              | 33                   |